# Staatslijn
Con staatslijn (tradotto in italiano: linea di stato) si definiscono ciascuna delle 10 linee ferroviarie dei Paesi Bassi individuate dalla legge di stato del 18 agosto 1860. Nominate con una tettera tra la A e la K, le linee sono le seguenti: 
- Staatslijn A: Ferrovia Arnhem-Leeuwarden
- Staatslijn B: Ferrovia Harlingen-Nieuweschans
- Staatslijn C: Ferrovia Meppel-Groninga
- Staatslijn D: Ferrovia Zutphen-Glanerbeek
- Staatslijn E: Ferrovia Breda-Eindhoven, ferrovia Venlo-Eindhoven e ferrovia Maastricht-Venlo
- Staatslijn F: Ferrovia Roosendaal-Flessinga
- Staatslijn G: Parte situata nei Paesi Bassi delle ferrovia Viersen-Venlo
- Staatslijn H: Ferrovia Utrecht-Boxtel
- Staatslijn I: Ferrovia Breda-Rotterdam
- Staatslijn K: Ferrovia Den Helder-Amsterdam